# Blaženka Milić
Blaženka Milić (rođ. Cigić; Mostar, 4. veljače 1939. – Zagreb, 7. rujna 2021.), bila je hrvatska operna pjevačica (sopran) i dugogodišnja prvakinja Opere Hrvatskog narodnog kazališta u Zagrebu. Svojim se snažnim i ujednačenim glasom te dojmljivom muzikalnošću i scenskim nastupima osobito istaknula interpretacijama uloga u operama Wolfganga Amadeusa Mozarta, Ivana pl. Zajca, Jakova Gotovca, Giacoma Puccinija i Richarda Wagnera.

## Životopis
Blaženka Milić je već u najranijoj dobi pokazivala znakove izrazite glazbene nadarenosti. Prvi su joj glazbeni učitelji u Mostaru bili časna sestra Gaudiencija i fra Stanko Vasilj. U rodnom je gradu pohađala srednju stručnu učiteljsku školu te bila prvom učenicom Odjela za solopjevanje tamošnje glazbene škole, na kojoj ju je pjevačkom umijeću podučavala profesorica Milka Padovan: na njezin je poticaj Blaženka Milić 3. ožujka 1961. nastupila na pozornici mostarskoga Narodnog pozorišta u ulozi Petrice u glazbenom igrokazu Đerdan Jakova Gotovca, pa se taj datum i službeno smatra početkom njene umjetničke karijere. Poslije završene srednje glazbene škole u Mostaru, položila je prijemni ispit i nastavila studirati solopjevanje u razredu prof. Lava Vrbanića na Muzičkoj akademiji Sveučilišta u Zagrebu. Uz mnoge javne nastupe u sklopu redovitih Akademijinih priredba u Hrvatskom glazbenom zavodu, kao studentica je pjevala zapažene solističke sopranske dionice i uloge u vrlo zahtjevnim vokalno-instrumentalnim i scenskim djelima, primjerice Bachovoj kantati Actus tragicus i Pasiji po Ivanu, Vivaldijevoj Gloriji, koncertnoj izvedbi Gluckove opere Orfej i Euridika, Mozartovoj Krunidbenoj misi i scenskoj produkciji opere Figarov pir. Početkom siječnja 1967. diplomirala je s odličnim uspjehom, poslije čega ju je profesor Vrbanić pozvao da poslijediplomski studij nastavi u njegovom razredu na Glazbenom konzervatoriju (engl. New England Conservatory of Music) u Bostonu: taj jednogodišnji studij ostvarila je kao stipendistica Fulbrightova programa. Potom se 1971. još usavršavala i na Međunarodnoj ljetnoj akademiji Mozarteum u Salzburgu, također u klasi profesora Vrbanića.
Još kao učenica mostarske glazbene škole i studentica zagrebačke Muzičke akademije počela je koncertno nastupati uz pratnju mostarskoga Simfonijskog orkestra pod ravnanjem maestra Alfreda Tučeka. Na početku profesionalne karijere sudjelovala i na jadranskoj turneji Simfonijskog orkestra i zbora RTV Zagreb pod ravnanjem maestra Krešimira Šipuša, kada je nekoliko dana zaredom pjevala sopransku dionicu u Beethovenovoj Devetoj simfoniji. Godine 1969. Blaženka Milić je kao solistica primljena u Operu HNK u Zagrebu, gdje je 20. siječnja 1970. debitirala kao Zorka u Porinu Vatroslava Lisinskog. 
Na pozornici zagrebačkoga HNK pjevala je najteži sopranski repertoar i ostvarila više od 50 glavnih opernih uloga, a s ansamblom Opere gostovala je u Stuttgartu i Mannheimu (1972.), Torinu i Ženevi, Brnu i Istočnom Berlinu (1984.), Kijevu i Moskvi (1988.) i Salzburgu (1992.). Zagrebačka publika osobito pamti njezin nastup u Puccinijevoj Tosci 1986. u kojoj su joj scenski partneri bili Nicolai Gedda kao Cavaradossi i Ingvar Wixell kao Scarpija. Posljednja operna uloga koju je ostvarila u matičnoj kući bila je Verdijeva Aida, čime je na osobit način zaokružila svoju iznimnu pjevačku i umjetničku karijeru: naime, popularnu je ariju Aide na Nilu "O patria mia" svojedobno bila pjevala i na audiciji baš za angažman u Zagrebačkoj operi. Surađivala je s mnogim poznatim hrvatskim dirigentima, primjerice Lovrom von Matačićem, Mladenom Bašićem, Milanom Horvatom, Mirom Belamarićem, Vladimirom Benićem, Inom Perišićem, Igorom Gjadrovom, Vjekoslavom Šutejom, Nikšom Barezom, Vladimirom Kranjčevićem i drugima. Rado je nastupala na uglednim hrvatskim glazbenim festivalima – primjerice Varaždinskim baroknim večerima, Osorskim glazbenim večerima i zagrebačkim Večerima na Griču – te surađivala s negdašnjom Glazbenom proizvodnjom Hrvatske radiotelevizije. Četrdesetu obljetnicu umjetničkoga rada i 55 godina stalnoga pjevanja u crkvi obilježila je svečanim koncertom »Veliča duša moja Gospodina« 26. lipnja 2001. u zagrebačkoj katedrali. Na pozornici zagrebačkoga Hrvatskoga narodnoga kazališta posljednji je put nastupila 13. prosinca 2002. kao Anna u Verdijevu Nabuccu.
U knjižici dvostrukoga CD-albuma »Blaženka Milić – Bajka : Glazba je moj život«, ugledna je hrvatska publicistkinja i operna kritičarka Marija Barbieri zapisala:
Blaženka Milić bila je počasna članica Hrvatskoga društva glazbenih umjetnika. Svojim izvedbama domoljubne i duhovne glazbe uvijek je iskazivala i potvrđivala vlastitu spremnost da pomogne potrebitima pa je tako, primjerice, u vrijeme Domovinskoga rata diljem Hrvatske nastupala sa Zagrebačkom filharmonijom na Koncertima mira i nade. Za svoja je zapažena umjetnička postignuća nagrađena mnogim uglednim nagradama i priznanjima.

### Privatni život
Blaženka Cigić udala se 1964. za Stjepana Milića: vjenčali su se 15. kolovoza u "njezinoj" franjevačkoj crkvi sv. Petra i Pavla u Mostaru. U monografiji pjevača i glazbenog publicista Davora Schopfa »Primadona Blaženka Cigić Milić. Život kao bajka« o sebi je zapisala:

## Diskografija (izbor)
Mnoge su snimljene vokalne izvedbe Blaženke Milić pohranjene su u arhivu Hrvatske radiotelevizije: neki od tih snimaka, ranije objavljenih na gramofonskim pločama, u novije su vrijeme i digitalizirani.
- 1970. – Josip Hatze: Adel i Mara – glazbena drama u četiri čina, Jugoton LSY-61449/50
- 1974. – »Varaždinski skladateljski krug s kraja XVIII stoljeća« (Ebner, Vaňhal, Werner), Jugoton LSY 68049
- 1996. – CD »Blaženka Milić – Bajka : 35 godina umjetničkog djelovanja« (operne arije i dueti), Orfej/HRT, CD 3009
- 2002. – Giuseppe Verdi: Aida, snimka svečane izvedbe u HNK u Zagrebu (1971.), Orfej/HRT, CD ORF 270
- 2003. – CD »Blaženka Milić – Bajka : Glasom kroz Rim i Vatikan«, M. B. Podmornica
- 2005. – Modest Musorgski: Boris Godunov, snimka koncertne izvedbe u KD V. Lisinskog (1975.), Orfej/HRT i Fond Lovro i Lilly Matačić, CD ORF 329
- 2009. – dvostruki CD »Blaženka Milić – Bajka : Glazba je moj život«, Orfej/HRT, CD ORF 402

## Nagrade i priznanja
- nagrada "Franjo Kuhač" Muzičke akademije u Zagrebu kao najboljoj studentici
- druga i treća nagrada na Jugoslavenskom natjecanju mladih umjetnika
- diploma i srebrna medalja na Međunarodnome pjevačkom natjecanju u Toulouseu
- medalja Davidova grada Jeruzalema
- medalja Tehnološkog fakulteta Sveučilišta u Zagrebu
- 1973. – plaketa Varaždinskih baroknih večeri
- 1978. – medalja "Majka Božja Bistrička" nacionalnoga svetišta Majke Božje Bistričke u Mariji Bistrici
- 1979. – nagrada Milka Trnina za interpretaciju naslovne uloge operi Tosca (Opera HNK u Zagrebu)[21]
- 1992. – plaketa Hrvatskog društva glazbenih umjetnika u povodu 30. obljetnice umjetničkoga rada[22]
- 1995. – srebrna medalja u povodu 100. obljetnice Hrvatskog narodnog kazališta u Zagrebu
- 1996. – odlikovanje Reda Danice hrvatske s likom Marka Marulića[23][24]
- 2014. – nagrada Grada Zagreba za uspješnu glazbenu karijeru kojom je obilježila zlatno doba zagrebačke operne scene[25][26]
- 2014. – medalja Grada Mostara[27]
- 2018. – nagrada Hrvatskoga društva dramskih umjetnika za svekoliko umjetničko djelovanje[28]
- 2020. – odlikovanje Reda Ante Starčevića za doprinos u izgradnji suverene hrvatske države kroz izniman dugogodišnji rad i glazbeno stvaralaštvo na hrvatskoj i međunarodnoj opernoj sceni[29]

## Vanjske poveznice
- LZMK / Hrvatska enciklopedija: Milić, Blaženka
- Teatar.hr – Blaženka Cigić Milić
- Matica.hr / Vijenac – Miljenko Jelača: »Istinska nacionalna prvakinja«  Arhivirana inačica izvorne stranice od 18. travnja 2015. (Wayback Machine)
- HRT / Hrvatski radio – emisija »U sobi s pogledom: Operna primadona Blaženka Cigić Milić«  Arhivirana inačica izvorne stranice od 6. ožujka 2016. (Wayback Machine)
- Discogs: Blaženka Cigić-Milić